# Kathrine Kühl
Kathrine Møller Kühl (Hillerød, 5 de julio de 2003) es una futbolista danesa. Juega como centrocampista en el Arsenal de la Women's Super League de Inglaterra. Es internacional con la selección de Dinamarca.

## Trayectoria
Kühl se unió al Hillerød Fodbold a los cinco años y permaneció en el club durante nueve años. Se unió al FC Nordsjælland de la Elitedivisionen en 2018, debutando contra el FC Thy-Thisted Q y volviéndose desde entonces parte regular del once inicial. En julio de 2020, fue nombrada Cup Fighter of the Year cuando su equipo ganó la Copa de Dinamarca 2019-20. Después del partido, varios medios de comunicación la elogiaron por su buen desempeño y la compararon con la estrella de la selección danesa, Pernille Harder. La misma temporada también contribuyó a que el Nordsjælland lograra un tercer puesto en su primer año en la liga.
El Arsenal anunció el fichaje de Kühl el 7 de enero de 2023 y la futbolista estrenó su nueva camiseta a finales de ese mes entrando como suplente en el segundo tiempo del partido de cuartos de final de la FA Women's League Cup contra el Aston Villa.

## Selección nacional

### Categorías menores
Kühl pisó el césped internacional por primera vez el 30 de octubre de 2018 con la selección sub-16 de su país, en un amistoso perdido por 2-4 ante Alemania. En marzo de 2019, tras su debut con la sub-17 de Dinamarca el mes anterior, participó en la ronda élite del Campeonato Europeo Sub-17 de 2019 en donde las danesas cosecharon un empate ante Eslovenia y victorias ante Islandia (2-0) y la anfitriona Italia (5-0), accediendo así a la fase final como primeras en su grupo. En esta instancia Dinamarca quedó afuera tras una victoria, una derrota y un empate que no le alcanzaron para el segundo puesto de su grupo.
La centrocampista marcó su primer gol internacional el 2 de septiembre de 2019, abriendo el marcador en un amistoso ante Finlandia que su país ganó por 2-3.
El conjunto sub-17 hizo un nuevo intento en la ronda de clasificación para el Campeonato Europeo Sub-17 de 2020 donde fueron locales. Tras una goleada 11-0 contra Macedonia del Norte y un empate sin goles ante Gales, las danesas perdieron contra Rusia por 3-4, pero clasificaron a la ronda élite como segundas en su grupo. Sin embargo, el torneo se canceló debido a la pandemia de COVID-19. En diciembre de 2019, hizo sus últimas apariciones con la sub-17 en dos amistosos perdidos ante los Países Bajos. Debido a la pandemia, solo jugó 3 partidos con la sub-19 en un torneo amistoso en La Manga en marzo de 2020 antes del estallido de la pandemia.

### Selección mayor
Su debut con la selección absoluta de Dinamarca ocurrió en un amistoso contra Gales que resultó en un empate 1-1. Estuvo presente en los amistosos posteriores donde también fue titular, en el triunfo de las danesas por 3-2 sobre Australia.
En la clasificación de UEFA para el Mundial de 2023 disputó todos los partidos de su país y marcó su primer gol en la victoria de las nórdicas por 3-0 sobre Bosnia y Herzegovina. Dado que Rusia fue excluido de la competencia tras la invasión rusa de Ucrania, la clasificación de Dinamarca a la Copa del Mundo estaba asegurada incluso antes finalizar el torneo, con lo cual las danesas volvieron a un Mundial desde su última participación en 2007.
En la Copa de Algarve 2022 jugó el primer partido contra Italia, tras lo cual su país debió retirarse del torneo luego de que se encontraran 4 casos de COVID-19 entre la plantilla danesa.
La Eurocopa Femenina 2022 la tuvo entre sus participantes como la jugadora más joven del plantel danés. En el primer partido de la fase de grupos ante Alemania fue expulsada poco antes del final con una doble amarilla. Volvió al once inicial en el último partido de esta fase contra España que Dinamarca perdió con un gol a los 90 minutos del encuentro, quedándose así afuera del torneo.

## Estadísticas

### Clubes
| Club            | País       | Año             |
| --------------- | ---------- | --------------- |
| FC Nordsjælland | Dinamarca  | 2019 - 2023     |
| Arsenal         | Inglaterra | 2023 - presente |

## Palmarés

### Títulos nacionales
| Título            | Club            | País      | Año  |
| ----------------- | --------------- | --------- | ---- |
| Copa de Dinamarca | FC Nordsjælland | Dinamarca | 2020 |